# 玛丽昂·洛恩
玛丽昂·洛恩（英語：Marion Lorne，1883年8月12日—1968年5月9日），女，美国演员。曾获得黄金时段艾美奖喜剧类电视系列剧最佳女配角。